# 庇護制
庇護制（英語：Patronage）是指一個組織或個人對另一方提供支持、鼓勵、特權或財務援助。在藝術史上，藝術的庇護制是指王公貴族、教宗及其他富有且有影響力的人物對藝術家（如音樂家、畫家和雕塑家）的支持。這個詞也可以指授予職位或教會俸祿的權利、常客對商店的惠顧生意，或聖人對信徒的守護。英文單字“patron”（贊助人）來自拉丁文 patronus，意思是“保護人”，指的是為其客戶提供利益的人（見古羅馬的庇護制度）。
在某些國家中，該詞也用來描述政治庇護或庇護政治，即利用國家資源來回報在選舉中支持某政黨的個人或團體的行為。一些庇護制度是合法的，例如加拿大的傳統中，總理可以任命參議員以及多個委員會和機構的負責人，這些職位往往會由支持執政黨的人士擔任。不過，這個詞也可能指一種腐敗或偏袒的形式，即掌權者以非法的饋贈或不正當的任命和政府合約，回報在選舉中支持他們的團體、家族或族群。這樣的體制相對於任人唯賢制，後者主張每個人應根據其個人特質與能力獲得發展機會。
在許多拉丁美洲國家，庇護制度發展為維持統治和社會控制的一種手段，透過它，經濟與政治權力集中在一小部分少數人手中，而大多數人無法享有相同的特權。在這種制度下，庇護者（patrón）掌握對較弱勢者的權威與影響力，透過提供恩惠換取對方的忠誠與服從。這種制度源自封建主義，目的是維持廉價而順從的勞動力，以降低生產成本，並讓財富及其帶來的特權集中於少數精英手中。即使在奴隸制度以及其他類似的束縛制度（如恩託米恩達制、再分配制）被廢除之後，庇護制度仍被用來維持僵化的階級結構。隨著勞工階級的崛起，傳統的庇護模式在20世紀有所轉變，容許某種程度的參政權，但許多制度仍舊偏向讓少數強勢菁英掌握權力，並透過分配經濟與政治上的恩惠，換取下層階級的支持。